# آل امزنو (لودر)

تعديل مصدري - تعديل

آل امزنو هي إحدى قرى عزلة زارة بمديرية لودر التابعة لمحافظة أبين، بلغ تعداد سكانها 47 نسمة حسب تعداد اليمن لعام 2004.